# Karl Bonatz
 (juin 2019).

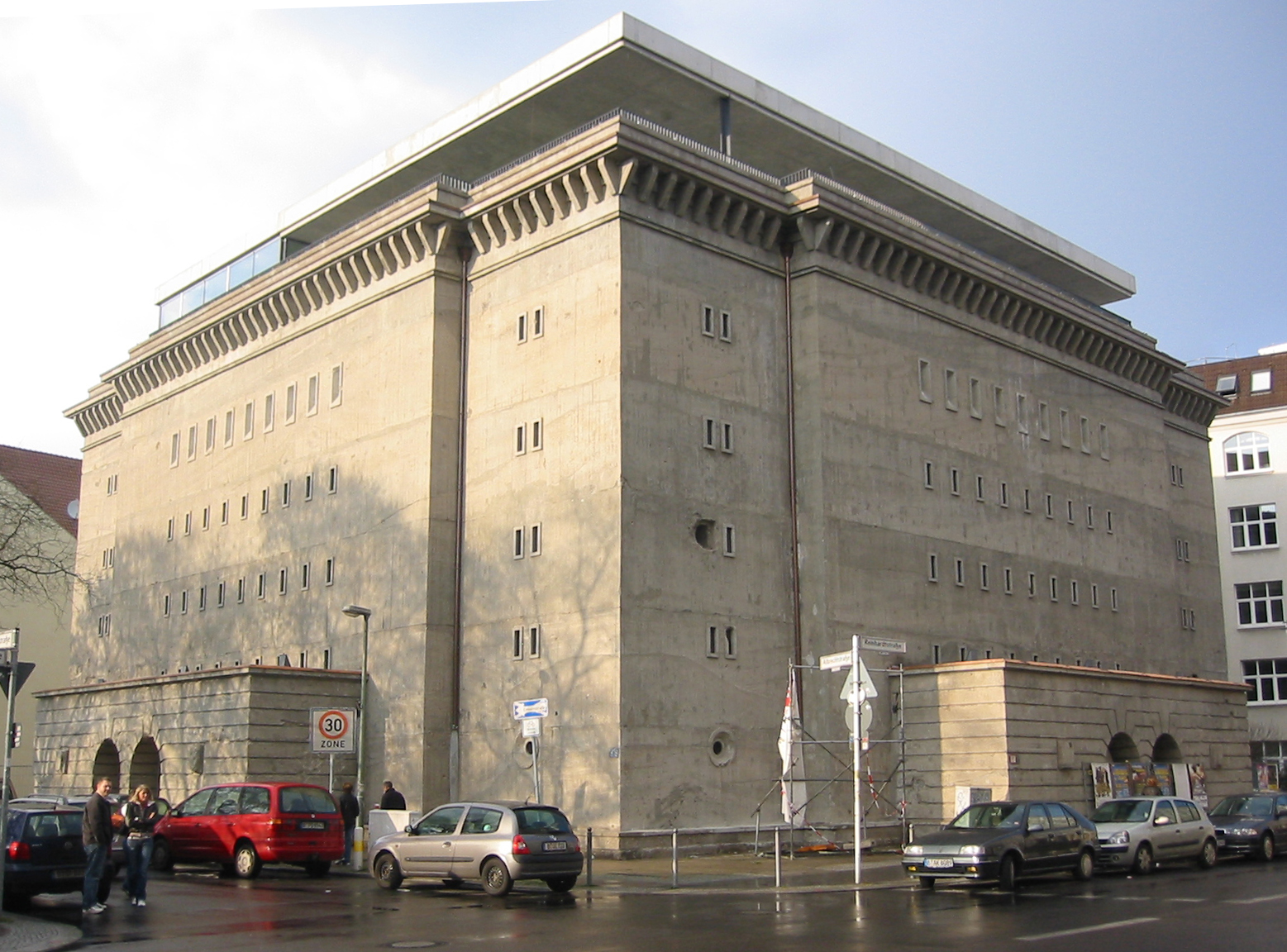
Le blockhaus de la Reichsbahn Friedrichstraße.

Karl Nikolaus Bonatz (né le 6 juillet 1882 à Ribeauvillé en district de Haute-Alsace et mort le 24 septembre 1951 à Berlin) était un architecte allemand, fonctionnaire à la construction de 1927 à 1937, Magistratsoberbaurat, successeur depuis 1947 de l'architecte Hans Scharoun et, depuis 1949, directeur de la construction à Berlin.

## Biographie
Karl Bonatz est le frère cadet de Paul Bonatz et a étudié entre 1899 et 1904 à l'université technique de Karlsruhe, à l'université technique de Munich et à l'université technique d'architecture de Stuttgart. Après l'achèvement des bâtiments de l'hôpital de Strasbourg (avec son frère Paul), il est devenu soldat volontaire en 1915. À partir de 1919, il travailla jusqu'à son expulsion en 1921 à Strasbourg en tant qu'architecte indépendant. Après quatre années d'activité en tant qu'architecte indépendant à Stuttgart, il a repris de 1926 à 1927 des tâches à l'administration des bâtiments de la province prussienne de Saxe à Mersebourg. Par la suite, Bonatz travailla à Berlin-Neukölln à l'administration municipale de la construction puis installa son propre bureau d'architecture à Berlin.
Après avoir divorcé de son épouse Martha en 1938, il fut admis au Reichskammer der bildenden Künste. En 1940, il commence à travailler pour l'inspecteur général des bâtiments Albert Speer, division III (Bunker Buildings). Le bunker Friedrichstraße de la Reichsbahn, à Berlin-Mitte est un exemple de la planification de son bunker. La plaisanterie ou le titre ironique de Bonatz comme « Oberbunkerbaurat » est attribué à une déclaration d'Albert Speer.
Selon lui, le plan de reconstruction de Berlin, élaboré en 1945, s'appelle « Bonatzplan ».
Après avoir été nommé en 1949 directeur municipal du département du logement et de la construction de Berlin-Ouest, il a pris sa retraite en 1951 pour des raisons de santé.
Il était membre du cercle d'artistes et d'écrivains de Chorin, de l'Académie allemande d'urbanisme et de planification et membre du Parti social-démocrate allemand (SPD).

## Bâtiments (sélection)
- 1903 : Projet de concours pour le tribunal de district de Mayence (avec Paul Bonatz) (exécuté par l'administration du bâtiment jusqu'en 1906)
- 1904-1906 : Johanniterschule à Rottweil (avec Paul Bonatz)
- 1905-1914 : hôpital de Strasbourg (avec Paul Bonatz)
- 1927-1931 : sans-abri de nuit à Berlin-Neukölln, rue Teupitzer 36-42 (en collaboration avec A. Reichle) (partie du bâtiment de Berlin Exhibition 1931[1])
- 1928 : Gewerbeschule (aujourd'hui Fachhochschule) à Geislingen an der Steige (avec Paul Bonatz)
- 1934-1939 : Mixed Community School Berlin-Britz (Nord), Bräsig Street (école Fritz-Karsen, d'aujourd'hui à Berlin[2])
- 1942 : bunker anti-aérien dans l'Albrechtstraße à Berlin-Mitte, aujourd'hui collection Boros

## Brouillons (sélection)
- 1936-1939 : deuxième phase de construction de l' école primaire Matthias-Claudius à Berlin-Kreuzberg, Köpenicker Straße (première phase de construction 1933-1936 de Richard Ermisch )
- 1938-1939 : extension du quartier résidentiel Berlin-Charlottenburg-Nord
- (sans date) : école sur le chemin du lierre à Berlin-Britz
- (sans date) : école communautaire à Berlin-Britz-Sud